# Slag bij Altenkirchen
De Slag bij Altenkirchen (4 juni 1796) bestond uit een aanval van twee Franse divisies onder bevel van Jean-Baptiste Kléber op een vleugel van het Oostenrijkse leger onder hertog Ferdinand van Württemberg. De slag was onderdeel van de Eerste Coalitieoorlog. Een frontale aanval, gecombineerd met een omtrekkende beweging dwong de Oostenrijkers om zich terug te trekken richting de Lahn. Drie toekomstige maarschalken van Frankrijk speelden een belangrijke rol in de gevechten: François Joseph Lefebvre als divisiecommandant, Nicolas Jean-de-Dieu Soult als brigadier en Michel Ney als bevelhebber van de omtrekkende troepen.

## Aanloop
Begin 1796 besloten de Fransen om meer druk uit te gaan oefenen op de Oostenrijkse troepen langs de Rijn in Duitsland. Na een wapenstilstand die tot mei 1796 duurde, brachten zij deze plannen begin juni in de praktijk. Zij begonnen aan de manoeuvres door Kléber opdracht te geven op te trekken in zuidelijke richting van het Franse bruggenhoofd Düsseldorf. Nadat het hem was gelukt voldoende terreinwinst te boeken zou Jean-Baptiste Jourdan hem volgen met het overige deel van het Franse leger van de Samber en Maas. De acties van Kléber en Jourdan waren echter slechts afleidingsmanoeuvres. Wanneer de Oostenrijkers onder Karel van Oostenrijk-Teschen vanuit hun posities ten westen van Mainz in noordelijke richting zouden optrekken om de opmars van Jourdan te stoppen, was het plan dat de Franse generaal Jean Victor Marie Moreau een stuk zuidelijker de Rijn over zou steken over met zijn leger van de Rijn en Moezel richting de Donau.

## Slag
De Oostenrijkse troepen onder de hertog van Württemberg waren gestationeerd op de westelijke oever van de Rijn tussen Neuwied en Altenkirchen met een aantal vooruitgeschoven posten langs de Sieg. Op 30 mei trok Kléber de Rijn over bij Dusseldorf en trok in zuidelijke richting. Op 1 juni veroverde hij de brug bij Siegburg en dwong hij de Oostenrijkers zich terug te trekken richting Uckerath. Kléber maakte zich op om Uckerath aan te vallen, maar het Oostenrijkse leger trok zich eerder terug, ditmaal naar haar versterkte posities bij Altenkirchen. Kléber arriveerde daar op 3 juni en besloot de volgende dag een aanval uit te voeren. 
De Oostenrijkse linie strekte zich uit van Altenkirchen tot Kroppach en bleek te lang voor het aantal beschikbare troepen. Kléber viel aan in drie kolommen. Ter linkerzijde viel generaal Soult aan vanuit Hilgenroth richting Kroppach. Lefebvre nam het commando over de centrale troepenmacht en viel Altenkirchen aan. De rechterkolom viel Almersbach ten zuidwesten van de stad aan. Generaal Ney werd in zuidwestelijke richting gestuurd om een omtrekkende beweging te maken en de Oostenrijkse flank en communicatielijnen aan te vallen. 
De Franse aanval bleek een volledig succes. Soult was in staat de Oostenrijkse reserves vast te pinnen. De Franse rechterflank nam Schöneberg en Almersbach in en dwong een regiment Oostenrijkse grenadiers zich over te geven. Lefebvre trokken te voet op naar de hoogte van Altenkirchen, ondersteund door zwaar artillerievuur. 
Wurttemberg was gedwongen Altenkirchen te verlaten. In de nacht van 4 op 5 juni trokken de Oostenrijkers zich terug richting Freilingen. De Fransen namen 1,500 Oostenrijkse troepen gevangen en veroverden twaalf kanonnen en vier vaandels tijdens de slag.

## Nasleep
Kléber voerde zijn gedeelte van het plan uit, waardoor Jourdan op 10 juni in staat was de Rijn bij Neuwied over te steken en de Oostenrijkers bij Wetzlar aan te vallen. Teschen reageerde zoals gehoopt op de Franse overwinningen en trok in noordelijke richting langs de Rijn op. Hoewel het de Oostenrijkers lukte de Fransen bij Wetzlar te verslaan, was de Franse doelstelling om Moreau de kans te geven de Rijn over te steken geslaagd. 